# 法國解放軍
法國解放軍（法語：Armée française de la Libération，發音：[aʁme fʁɑ̃sɛz də la libeʁasjɔ̃]）成立於1943年，由當時亨利·吉羅將軍領導的非洲軍團（Armée d'Afrique）與戴高樂將軍領導的自由法國軍隊合併而成。

## 概述
法國解放軍參加了義大利戰役和突尼西亞戰役，然後與盟軍一起解放法國。法國解放軍之後加入盟軍對德國本土的入侵。法國解放軍是解放科西嘉島的關鍵軍事力量，科西嘉島是第一個被解放的法國省份。